# NGC 3202
NGC 3202 (другие обозначения — UGC 5581, MCG 7-21-41, ZWG 211.44, AM 1017—262, PGC 30236) — спиральная галактика с перемычкой (SB(r)a) в созвездии Большой Медведицы на расстоянии около 300 млн световых лет. Открыта Уильямом Гершелем в 1788 году. Обладает ядром типа LINER (то есть в спектре ядра видны эмиссионные линии элементов в низких степенях ионизации).
Этот объект входит в число перечисленных в оригинальной редакции «Нового общего каталога».
Галактика NGC 3202 входит в состав группы галактик NGC 3202. Помимо NGC 3202 в группу также входят NGC 3205 (в 4,5’ к юго-востоку) и NGC 3207 (в 5,8’ к восток-юго-востоку). NGC 3202 является второй по яркости и второй по величине галактикой в группе. Весь триплет галактик легко помещается в поле зрения любительского телескопа даже при большом увеличении.
Диск NGC 3202 лежит почти в картинной плоскости. В галактике наблюдается небольшое яркое ядро и слегка более тусклая перемычка, соединённая с кольцом, от которого отходят три спиральных рукава. Галактика вытянута в направлении север-юг. На восточный край галактики проецируются две тусклые звезды поля. Ещё одна звезда поля, более яркая, находится в 1,2′ к западу. Диаметр галактики около 114 тыс. световых лет. Она удаляется от нас со скоростью 6676 км/с.
При визуальном наблюдении в любительский телескоп NGC 3202 выглядит как овальное довольно хорошо определённое пятнышко света с очень слабым увеличением яркости к центру.